# معلم عینکی
«معلم عینکی» یا معلم نزدیک‌بین مدرسه (انگلیسی: The Nearsighted School Teacher) یک فیلم صامت کوتاه آمریکایی است که در سال ۱۸۹۸ منتشر شد.